# 末松則子
末松 則子（すえまつ のりこ、1970年〈昭和45年〉11月14日 - ）は、日本の政治家。三重県鈴鹿市長（4期）。元三重県議会議員（2期）。
父親は三重県議会第90代議長をつとめた末松充生。

## 来歴
本籍地は三重県鈴鹿市。鈴鹿市立神戸小学校、鈴鹿市立神戸中学校、三重県立神戸高等学校、名古屋造形芸術短期大学卒業。1991年4月、造園会社に就職。
2003年4月13日執行の三重県議会議員選挙に無所属で出馬し、初当選。2007年4月の県議選においては、自由民主党公認で出馬。2期目の当選を果たす。
2011年4月24日執行の鈴鹿市長選挙に無所属で出馬する。同じく無所属新人の明石孝利、杉本信之らの候補者を接戦の末破り初当選を果たした（末松：34,889票、明石：31,394票、杉本：20,750票）。同年5月1日、鈴鹿市長に就任。
2013年5月、内閣府男女共同参画会議監視専門調査会専門委員に就任。
2015年、杉本信之を大差で破り再選。2019年、無投票により3選。

## 政策・人物
- 県議会議長も務めた父親の末松充生は1999年、鈴鹿市長選挙に挑んだが、現職の加藤栄との一騎打ちに敗れ落選。政界引退に追い込まれた[2][6]。
- 小学3年生と保育園児を育てていた32歳のときに県議選に出馬し、初当選した。シングルマザーであることを公表している。県議時代は宴席で体を触られたり、お酌をされたりするのは日常茶飯事だったという。2011年に市長選挙に出馬し初当選。中部地方初の女性市長となった[7][8]。
- 2015年5月、市立中学校の完全給食を実現した[8][9]。